# Percnon pascuensis
Percnon pascuensis is een krabbensoort uit de familie van de Percnidae. De wetenschappelijke naam van de soort is voor het eerst geldig gepubliceerd in 2002 door Retamal.